# السيد ميتي
السيد ميتي (بالإنجليزية: Mr. Meaty)‏ هو سيت كوم كندي أمريكي من إنتاج جيمي شانون وجايسون هوبلي. تم بثه لأول مرة في موسمين بمجوع 20 حلقة على شبكة سي بي سي في كندا، ونكلوديون في الولايات المتحدة من 30 ديسمبر 2005 حتى 14 فبراير 2010. يركز المسلسل على مراهقين كسولين يدعان جوش ريدغروف وباركر دينكلمان، ويعملان في مطعم وجبات سريعة يدعى السيد ميتي ويقع داخل متجر سكونشبورو، ويقعون في مختلف المشاكل.

## روابط خارجية
- السيد ميتي على موقع IMDb (الإنجليزية)
- السيد ميتي على موقع ميتاكريتيك (الإنجليزية)
- السيد ميتي على موقع روتن توميتوز (الإنجليزية)
- السيد ميتي على موقع قاعدة بيانات الفيلم (الإنجليزية)